# Perfect Symmetry (canção de Keane)
Perfect Symmetry  é uma canção da banda Keane, lançada em dezembro de 2008 pela Island Records.